# Drigum Tsenpo
Drigum Tsenpo, (tibétain : གྲི་གུམ་བཙན་པོ, Wylie : gri gum btsan po, THL : dri gum tsenpo) un des rois mythiques du Tibet, aurait été tué par son ministre Lo-ngam à la suite d'un défi qu'il avait lancé à ses vassaux. Son nom (gri : « couteau » et gum : « tuer ») viendrait selon la légende de la mauvaise audition d'une vieille servante à laquelle on avait demandé de choisir un nom pour le futur roi. Ce nom peu judicieux présageait ainsi un avenir sombre pour le souverain.
Jusqu'à Drigum Tsenpo, les rois du Tibet étaient restés reliés au ciel dont ils descendaient par une corde, le dmu-thag. L'âge venu, ils ne mouraient pas mais remontaient au ciel par cette corde. Lo-ngam, en la coupant, aurait ainsi détruit le statut divin des rois.
Premier des rois mythiques à mourir sur terre, son tombeau se trouve dans le Kongpo.